# حسین فردوست
حسین فردوست (۲ اسفند ۱۲۹۶ – ۲۸ اردیبهشت ۱۳۶۶) ارتشبد نیروی زمینی شاهنشاهی ایران، رئیس دفتر ویژهٔ اطلاعات از ابتدای تأسیس در ۱۳۳۸، قائم‌مقام ساواک طی سال‌های ۱۳۴۰ تا ۱۳۵۲، رئیس سازمان بازرسی شاهنشاهی از ۱۳۵۱ تا ۱۳۵۷ و یکی از برجسته‌ترین و مؤثرترین چهره‌های اطلاعاتی دوران حکومت پهلوی و همدرس و دوست صمیمی دوران کودکی و نوجوانی محمدرضا پهلوی بود. اما پس از انقلاب ۱۳۵۷ به دلایلی که به روشنی می‌تواند همکاری اطلاعاتی و تبلیغاتی با رژیم باشد در کشور ماند او به اعتراف خودش هنگام نیاز شاه به پشتیبانی ارتش در اعلامیه بیطرفی ارتش نقش تعیین‌کننده داشته است

## زندگی
حسین فردوست از دوران کودکی به عنوان دانش آموز دبستان نظام وارد کلاس مخصوصی شد (۱۳۰۴) که رضا شاه برای ولیعهدش محمدرضا پهلوی ترتیب داده بود. رضا شاه که تمایل داشت در کنار فرزندش دوست و همبازی درسخوانی باشد، فردوست را مورد توجه خاص قرارداد و او به دربار راه یافت. بدینسان فردوست از کودکی نزدیکترین دوست محمدرضا شاه و محرم اسرار او شد. با عزیمت محمدرضا پهلوی به سوییس برای تحصیل در کالج له‌روزه فردوست تنها همکلاسی بود که با او به‌طور رسمی اعزام شد و طی این سال‌ها همچنان صمیمی‌ترین یار محمدرضا شاه بود. طی این سال‌ها این رابطه متقابل تعمیق یافت و چنان پیوندی پدید شد که گویی فردوست جزء مکملی از شخصیت و زندگی محمدرضا شاه است. با آغاز پادشاهی محمد رضا شاه، فردوست همچنان در کنار او بود و این رابطه چنان بود که شاه در کتاب مأموریت برای وطنم تنها کسی را که دوست خود معرفی کرد فردوست بود: «در آن موقع دوست صمیمی من پسری بود به نام حسین فردوست که پدرش ستوان ارتش بود. حسین در دوران تحصیل در سوییس با من همدرس بود و بعد هم با درجه سرهنگی سمت استادی دانشکده افسری را عهده‌داری می‌کند و فعلاً در گارد شاهنشاهی مشغول انجام وظیفه است».
فردوست در سال ۱۳۳۸ رئیس دفتر ویژهٔ اطلاعات شاه بود که فعالیت‌های مقام‌های مملکتی و درباری را به خصوص دربار را به شاه گزارش می‌داد. در سال‌های ۱۳۴۰–۱۳۵۰ قائم‌مقام ساواک (سازمان اطلاعات و امنیت کشور) و در سال‌های ۱۳۵۰–۱۳۵۷ همزمان با ریاست دفتر ویژه اطلاعات، رئیس سازمان بازرسی شاهنشاهی بود.
وی همچنین مسئول یک سازمان مخفی به نام بازرسی حزب رستاخیز بود که از استواران بازنشسته نظامی با بودجه سالانه حدود سی میلیون تومان برای روز مبادا تشکیل شده بود اما هیچ وقت از آن استفاده نشد.
| عنوان یا درجه      | سال  | سن | توضیحات                                                                                     |
| ------------------ | ---- | -- | ------------------------------------------------------------------------------------------- |
| دانش آموز دبستان   | ۱۳۰۴ | ۸  | همکلاسی محمدرضا پهلوی در دبستان نظام                                                        |
| دانش آموز دبیرستان | ۱۳۱۰ | ۱۴ | همکلاسی محمدرضا پهلوی در کالج دبیرستان لُه روزه سوئیس                                        |
| دانشجو             | ۱۳۱۵ | ۱۹ | هم دانشکده ای محمد رضا پهلوی در دسته اولِ گروهانِ دانشکده افسری                               |
| ستوان دوم          | ۱۳۱۷ | ۲۱ | فرمانده یکی از دسته‌های موجود در لشکر یکم تهران                                              |
| ستوان یکم          | ۱۳۱۹ | ۲۳ | فرمانده یکی از گروهان‌های موجود در لشکر یکم تهران                                            |
| ستوان یکم          | ۱۳۲۰ | ۲۴ | آجودان و منشی مخصوص محمدرضا پهلوی                                                           |
| سروان              | ۱۳۲۳ | ۲۷ | آجودان و منشی مخصوص محمدرضا پهلوی                                                           |
| سرگرد              | ۱۳۲۷ | ۳۱ | آجودان و منشی مخصوص محمدرضا پهلوی                                                           |
| سرگرد              | ۱۳۲۸ | ۳۲ | مسئول تکمیل و ارتقا و تشکیل گارد جاویدان و اولین فرمانده گارد جاویدان در زمان محمدرضا پهلوی |
| سرگرد              | ۱۳۲۹ | ۳۳ | فرمانده گردان پیاده در دانشکده افسری                                                        |
| سرهنگ دوم          | ۱۳۳۱ | ۳۵ | اعزام به فرانسه برای دوره دکترای حقوق                                                       |
| سرهنگ دوم          | ۱۳۳۲ | ۳۶ | استاد دانشکده افسری                                                                         |
| سرهنگ              | ۱۳۳۴ | ۳۸ | استاد دانشکده افسری                                                                         |
| سرهنگ              | ۱۳۳۸ | ۴۲ | رئیس دفتر ویژه اطلاعات                                                                      |
| سرتیپ              | ۱۳۴۰ | ۴۴ | قائم مقام ساواک                                                                             |
| سرلشکر             | ۱۳۴۵ | ۴۹ | قائم مقام ساواک                                                                             |
| سپهبد              | ۱۳۵۰ | ۵۴ | رئیس سازمان بازرسی شاهنشاهی                                                                 |
| ارتشبد             | ۱۳۵۵ | ۵۹ | رئیس سازمان بازرسی شاهنشاهی                                                                 |
| ---                | ۱۳۵۷ | ۶۱ | زندگی مخفیانه                                                                               |
| ---                | ۱۳۶۲ | ۶۶ | دستگیر شد                                                                                   |
| ---                | ۱۳۶۶ | ۷۰ | درگذشت                                                                                      |

## فردوست و انقلاب ۱۳۵۷
رفتار و مواضع ارتشبد فردوست در زمان حوادث سال‌های ۱۳۵۶–۱۳۵۷، به انقلاب ۱۳۵۷ و سرنگونی سلسله‌ی پهلوی کمک کرد و شایعاتی را درباره‌ی وی بر سر زبان‌ها انداخت. فردوست در خاطراتش عملکرد خود را علیه حکومت پهلوی در زمان اوج‌گیری انقلاب تأیید می‌کند. از جمله، فردوست در صدور اعلامیه‌ی بی‌طرفی ارتش در صبح ۲۲ بهمن ۱۳۵۷، نقش تعیین‌کننده داشت. در وفاداری او به خاندان پهلوی و همچنین نخست‌وزیر وقت (شاپور بختیار) ابهام‌هایی وجود دارد. کتاب خاطرات فردوست با نام «ظهور و سقوط سلطنت پهلوی» در ۲ جلد توسط انتشارات مؤسسهٔ اطلاعات و مؤسسهٔ مطالعات و پژوهش‌های سیاسی منتشر شده است. در جلد دوم کتاب، تصاویری از رجال پهلوی مشاهده می‌شود.حسن طوفانیان او را جاسوس انگلستان می‌داند که با چراغ سبز انگلیس باعث فریب و سقوط محمدرضا پهلوی شد. حسن علوی‌کیا از بنیانگذاران ساواک او را فردی مرموز معرفی می‌کند که هیچ وقت بیرون آفتابی نمی‌شد و دستوراتش را با مداد می‌نوشت تا بعداً پاک کردنش ممکن باشد. به گفته علوی‌کیا ناصر مقدم که منصوب فردوست در ساواک بود به همراه عباس قره‌باغی هر دو از دوستان نزدیک فردوست بودند که همیشه با هم جلسه داشتند و رابطه شان را قطع نکردند.

## درگذشت
فردوست پس از انقلاب به صورت پنهان در ایران و در تهران زندگی می‌کرد وی در آبان ۱۳۶۲ در خانه پدری‌اش نزدیک میدان انقلاب، توسط نیروهای اطلاعاتی دستگیر شد. او سرانجام در ۲۸ اردیبهشت ۱۳۶۶ درحالی که ۴ سال در بازداشت به سر می‌برد و به نگارش کتاب خاطرات خود می‌پرداخت در ۷۰ سالگی و بر اثر سکتهٔ قلبی درگذشت و در بهشت زهرا (قطعهٔ ۱۰۸، ردیف ۵۵، شماره ۲۵) به خاک سپرده شد. به دلیل نگارش خاطرات در دوران بازداشت برخی به صحت و سقم محتوای آن شک دارند و آن را کتابسازی خوانده‌اند.